# Westfriedhof (Augsburg)

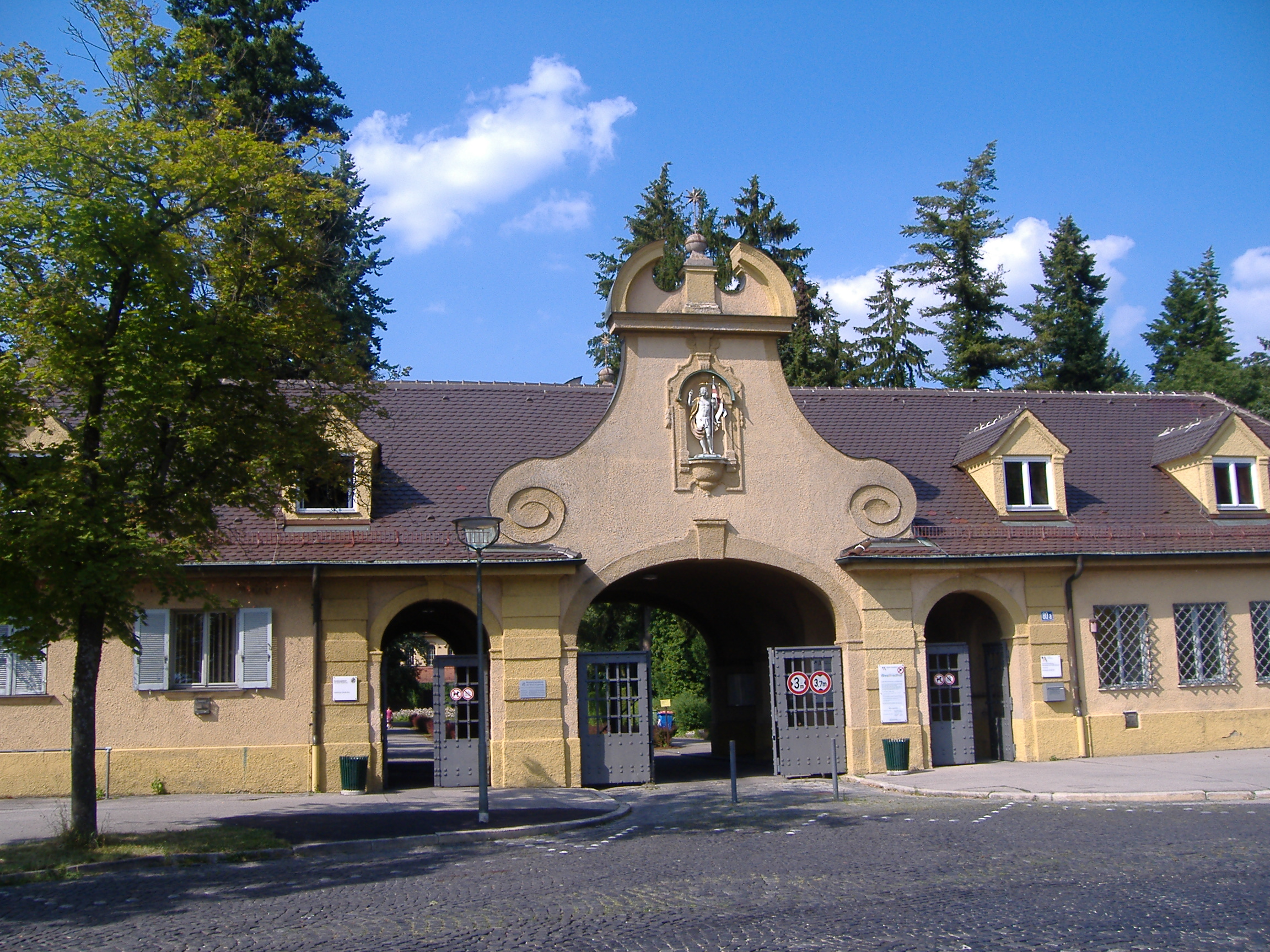
Neubarocker Torbau

Der Westfriedhof von Augsburg liegt im Augsburger Stadtteil Pfersee. Er umfasst 17,69 Hektar.

## Geschichte
Der parkähnlich gestaltete Friedhof wurde 1874 angelegt. Seit 1911, dem Jahr der Eingemeindung von Pfersee nach Augsburg, liegt der Friedhof auf Augsburger Stadtgebiet. Von 1913 bis 1915 erfolgten umfangreiche Neubaumaßnahmen: Ein Krematorium, ein Beamtenwohn- und Verwaltungsgebäude, eine Aussegnungshalle im Jugendstil, eine Leichenaufbewahrungshalle, eine Feuerbestattungsanlage, ein neubarocker Torbau sowie die Friedhofsummauerung wurden errichtet. Im Laufe der Jahre wurde der Friedhof immer wieder vergrößert.
Am 10. September 1950 wurde auf dem Westfriedhof der Ehrenhain zum Gedenken an die hier ruhenden 235 KZ-Opfer † 1945 des KZ-Außenlagerkomplexes Schwaben eingeweiht. Das Denkmal besteht aus Steinen aus dem Steinbruch des KZ Flossenbürg.
Seit 2007 existiert auf dem Friedhof ein Grabfeld für tot geborene Kinder.
Der Parkcharakter des Westfriedhofs wird unterstrichen durch kleinere Alleen.

## Erinnerungsorte
Auf dem Friedhof gibt es sieben Erinnerungsorte.
- Ehrenhain zum Gedenken an 235 KZ-Opfer
- Grabfelder Zwangsarbeiter/Kriegsgefangene Zweiter Weltkrieg aus 12 Nationen
- Grabfelder Soldaten, zivile Opfer Zweiter Weltkrieg
- 2 Grabfelder Soldaten Erster Weltkrieg
- Kriegerdenkmal Artillerieregiment König

## Galerie

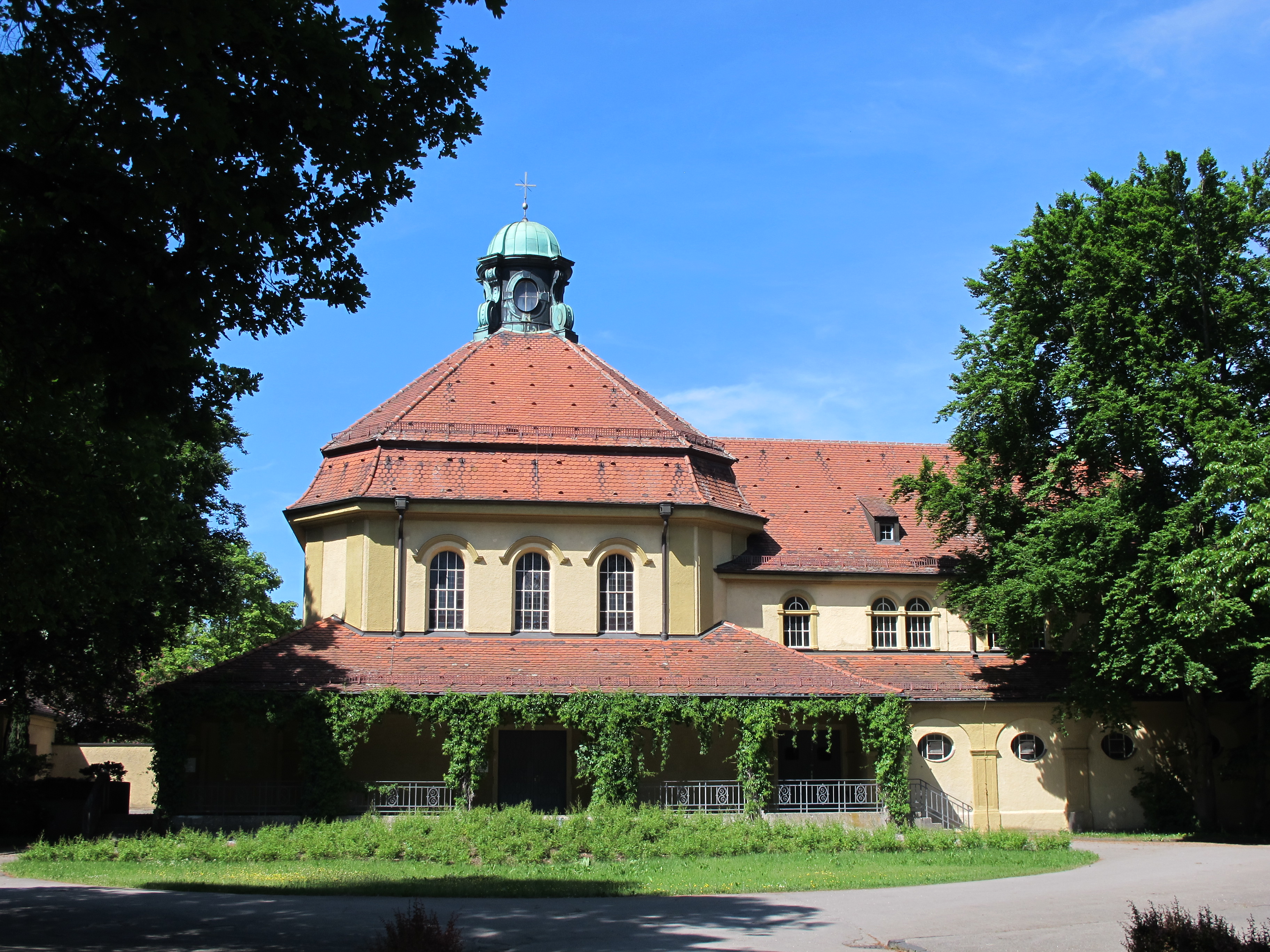
Aussegnungshalle
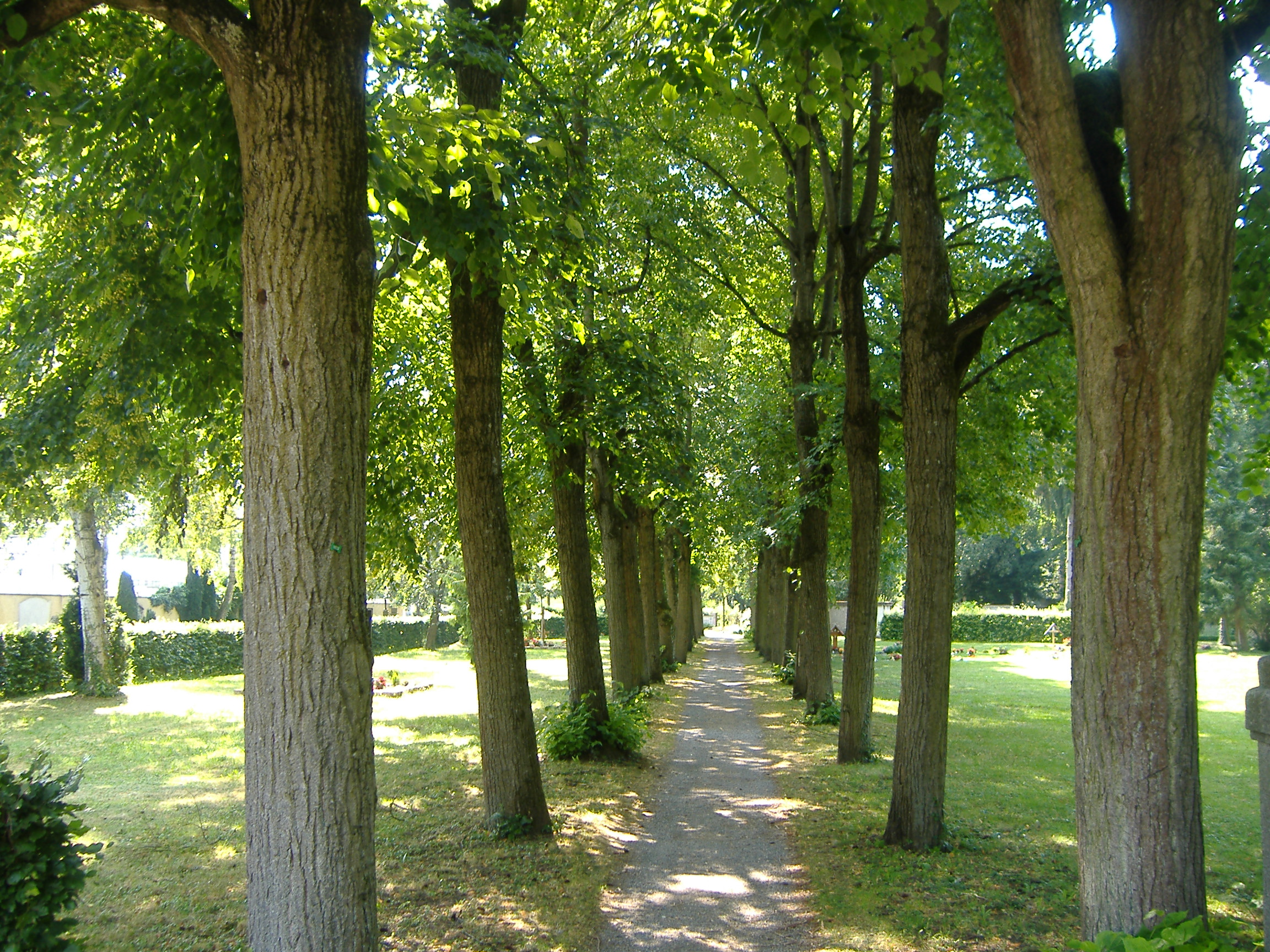
Kleine Alleen durchziehen den Friedhof
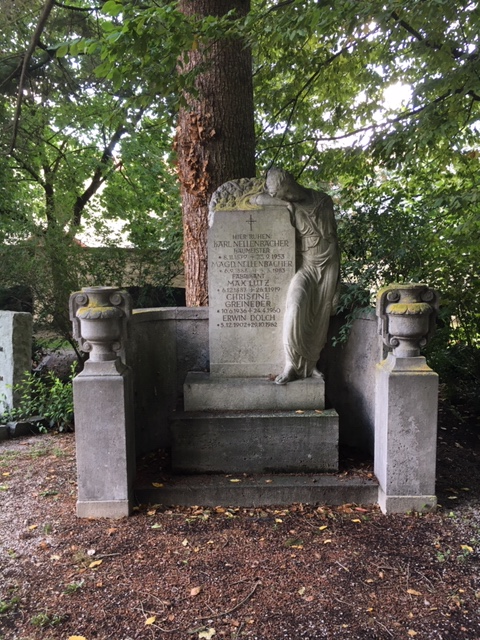
Historisches Grabmal
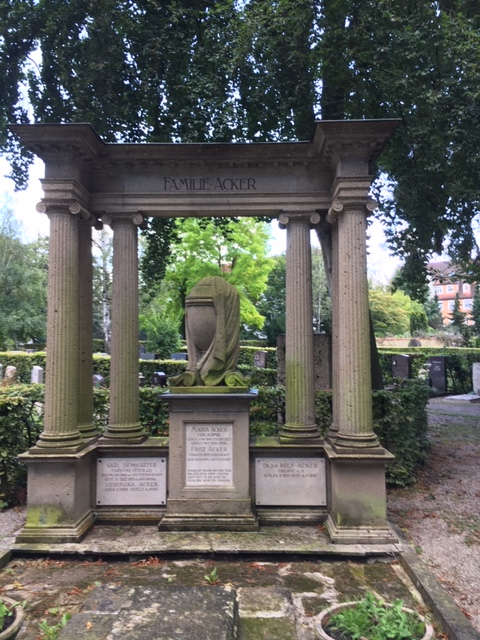
Historisches Grabmal
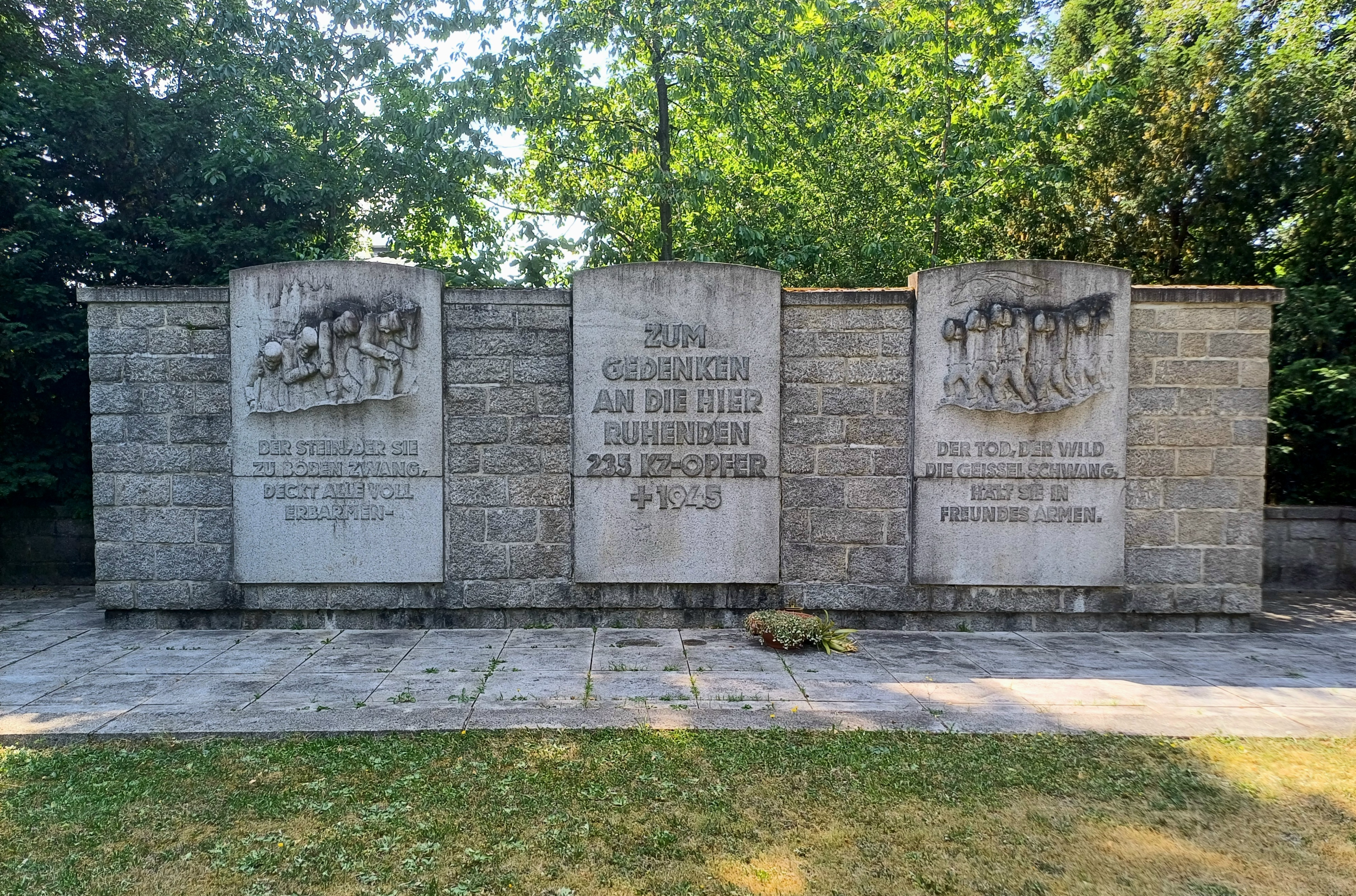
KZ-Ehrenhain
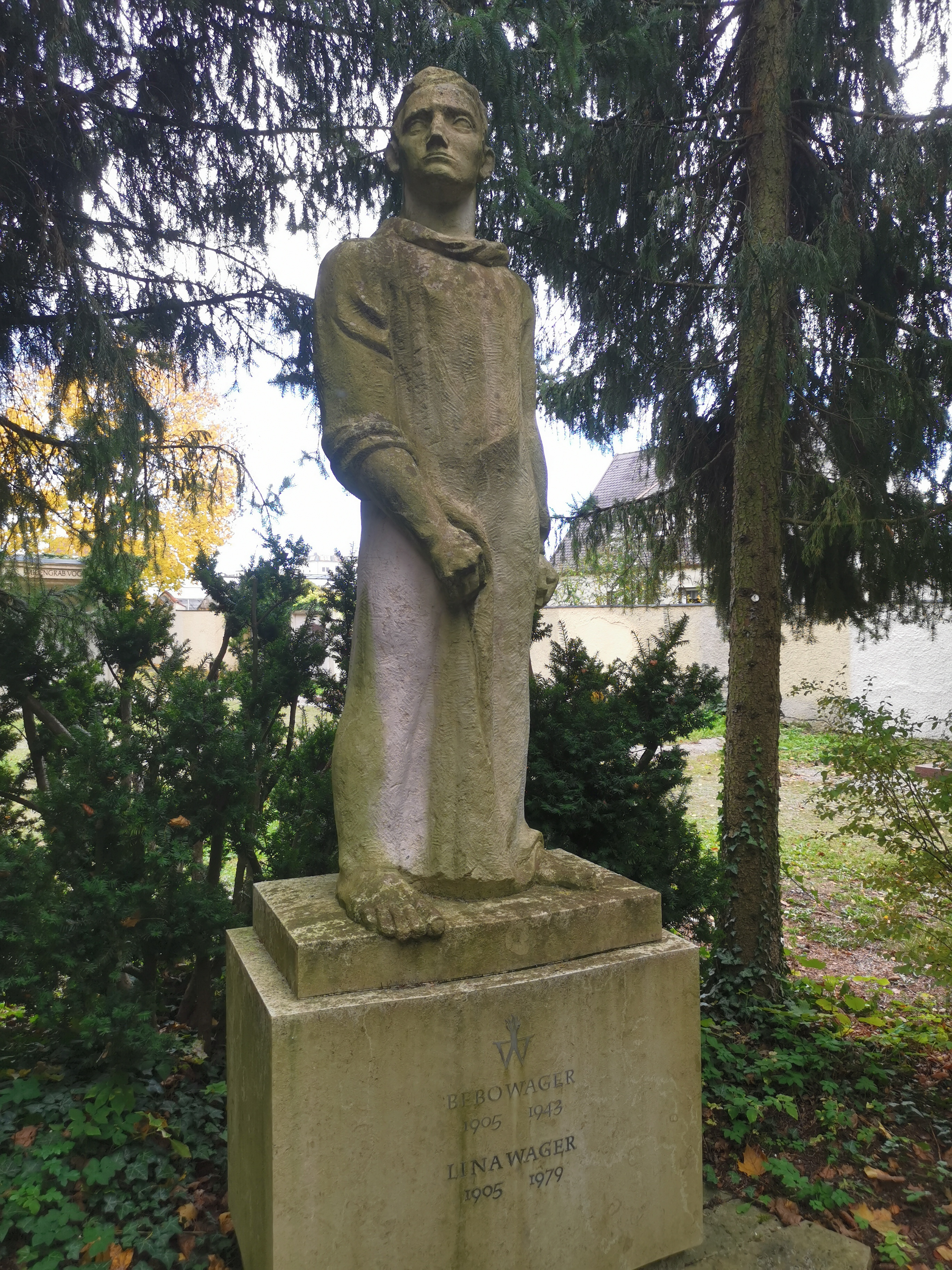
Ehrengrab Josef „Bebo“ Wager (Widerstandskämpfer)
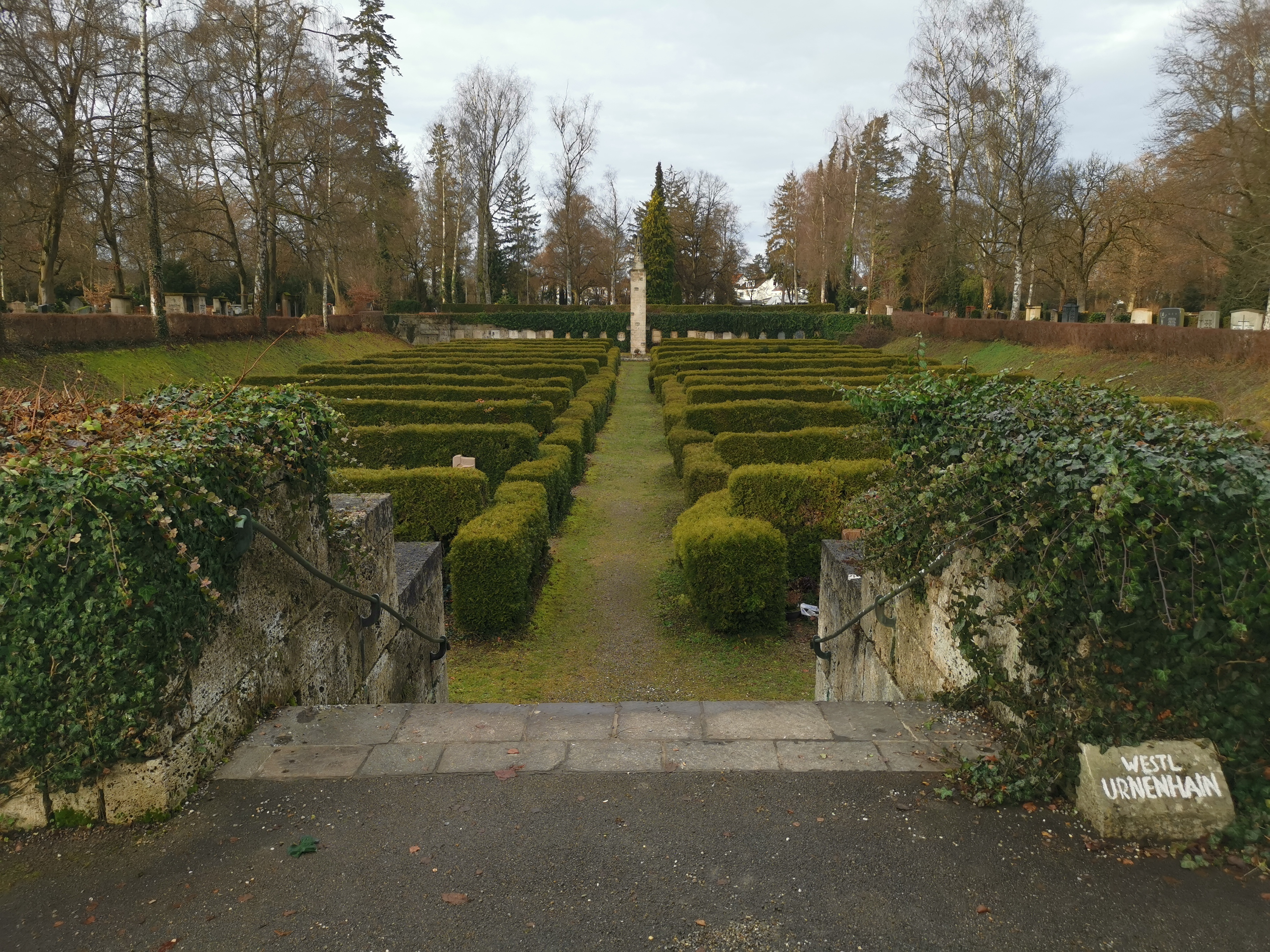
Urnenhain
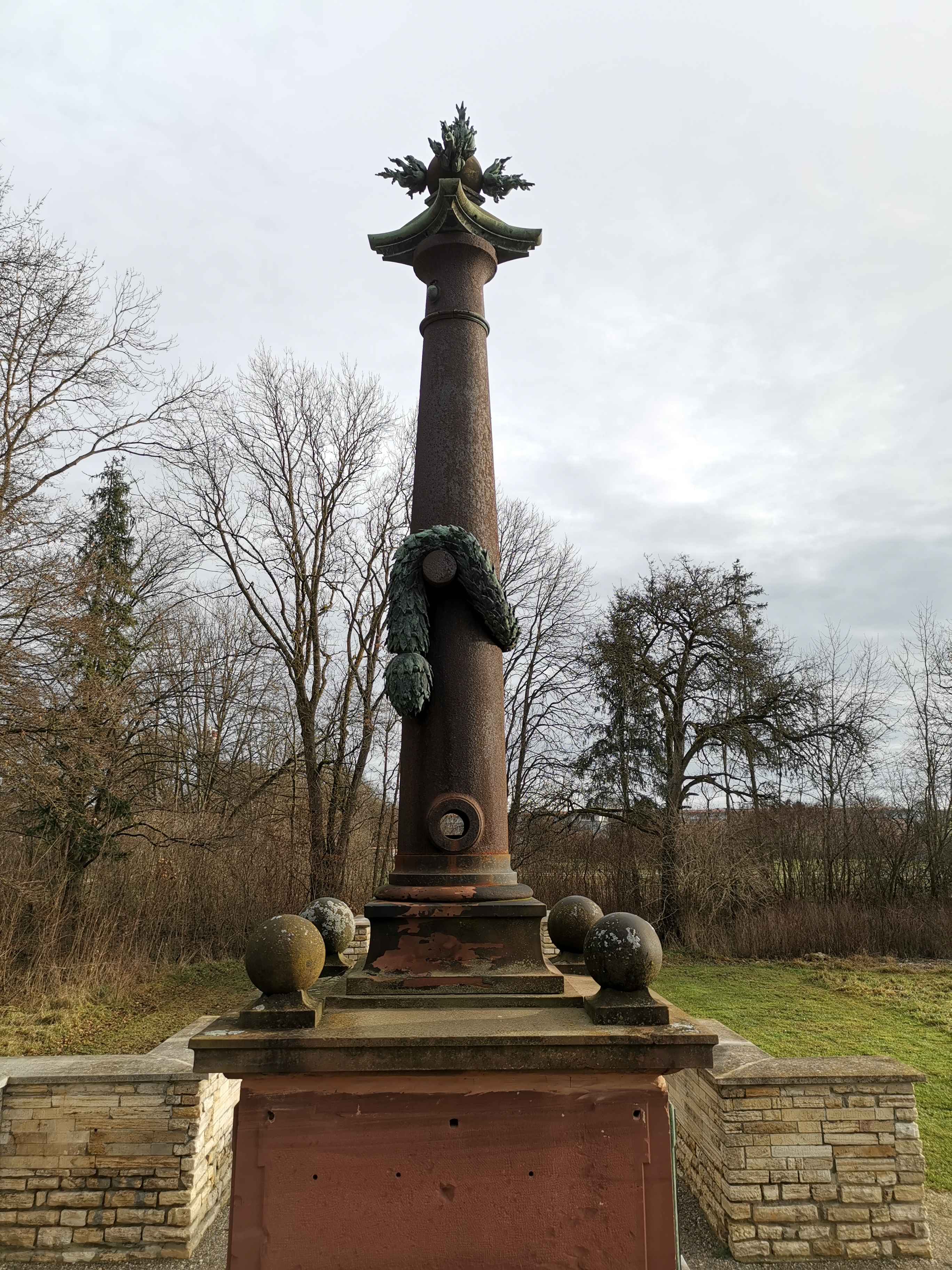
Kriegerdenkmal Artillerieregiment König

## Gräber bedeutender Persönlichkeiten
- Robert Bürkner (1887–1962), Schauspieler
- Heinrich (1878–1955), Humanmediziner, Professor für Innere Medizin
- Emma von Hoesslin (1884–1968), Stifterin und Philanthropin
- Johann Josef Keller (1870–1926), Firmengründer von KUKA
- Familiengrab der Familie Riegele
- Bebo Wager (1905–1943), Gründer einer Widerstandsgruppe gegen das NS-Regime
- Erhard Wunderlich (1956–2012), Handballweltmeister
- Josef von Steiner (1895–1918), bayerischer Offizier